# 韦里耶尔 (维埃纳省)
韦里耶尔（法語：Verrières，法語發音：[vɛʁjɛʁ] ⓘ）是法国新阿基坦大区维埃纳省的一个市镇，位于该省中部偏东南，属于蒙莫里永区。

## 地理
韦里耶尔（46°24'44"N, 0°35'34"E）面积19.58 平方千米，位于法国新阿基坦大区维埃纳省，该省份为法国中西部省份，北起曼恩-卢瓦尔省和安德尔-卢瓦尔省，西接德塞夫勒省，南至夏朗德省，东南接上维埃纳省，东临安德尔省。
与韦里耶尔接壤的市镇（或旧市镇、城区）包括：布雷斯、锡沃、洛迈泽、马兹罗勒、圣洛朗德茹尔德。
韦里耶尔的时区为UTC+01:00、UTC+02:00（夏令时）。

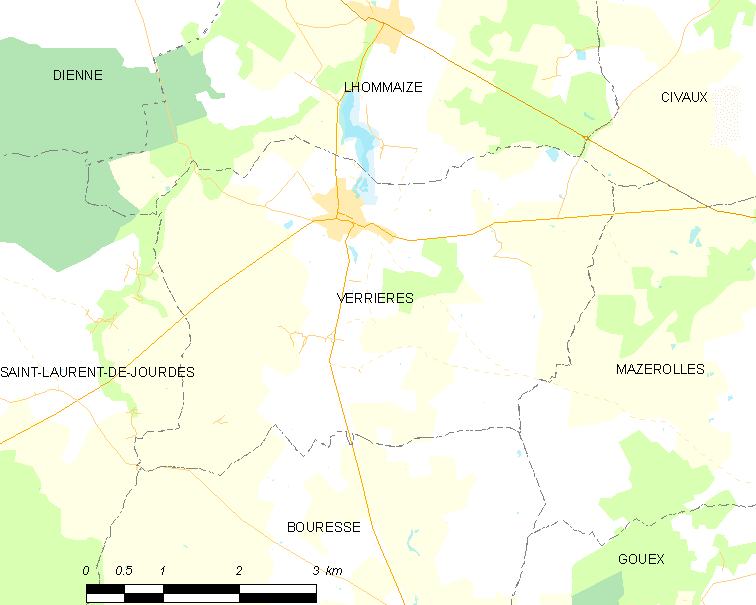
韦里耶尔的OSM定位图

## 行政
韦里耶尔的邮政编码为86410，INSEE市镇编码为86285。

## 政治
韦里耶尔所属的省级选区为吕萨克堡县。

## 人口

1962-2008年间韦里耶尔人口变化图示

韦里耶尔于2022年1月1日时的人口数量为930人。